# FK Jelgava
FK Jelgava (łot. Futbola Klubs Jelgava) – łotewski klub piłkarski z siedzibą w Jełgawie, grający w Virslīdze.

## Historia
Chronologia nazw:
- 197?—197?: Automobīlists Jelgava
- 197?—1979: Metālists Jelgava
- 1980—1987: Automobīlists Jelgava
- 1988—1995: RAF Jelgava
- 1996: RAF Rīga
- 1996—1998: Universitāte Rīga
- 2001—2003: RAF Jelgava
- 2004—...: FK Jelgava

Drużyna piłkarska Automobīlists Jelgava została założona na początku lat 70. XX wieku i reprezentowała Fabrykę Autobusową w Rydze (RAF - Rīgas Autobusu Fabrika). Klub uczestniczył w rozgrywkach lokalnych. W połowie lat 70 klub zmienił nazwę na Metālists Jelgava, a w 1977 debiutował w mistrzostwach Łotewskiej SRR. W 1980 klub powrócił do finansowania przez RAF i przywrócił nazwę Automobīlists Jelgava. Również kontynuował występy w najwyższej lidze Łotewskiej SRR.
W 1988 zakład RAF reprezentował dwie drużyny: jedna (RAF Jelgava) uczestniczyła dalej w rozgrywkach Łotewskiej SRR, a druga (RWSzSM-RAF Jelgava) debiutowała we Wtoroj Lidze, strefie 5 Mistrzostw ZSRR. Lokalny RAF pod kierownictwem Viktors Ņesterenko dwa razy został mistrzem Łotewskiej SRR, a w 1988 zdobył również Puchar Łotewskiej SRR.
W 1990 obie drużyny połączyli się i jako RAF Jelgava debiutował w Bałtyckiej Lidze, w której zajął 8. miejsce z 17 klubów. W 1991 klub ostatni raz uczestniczył w rozgrywkach byłego ZSRR - we Wtoroj Niższej Lidze.
W 1992 klub debiutował w rozgrywkach Virslidze. W 1996 w związku z problemami finansowymi Fabryki Autobusowej klub uzyskał nowego sponsora Uniwersytet Łotewski i przeniósł się do Rygi. Na początku sezonu występował pod nazwą RAF Rīga, a po zakończeniu sezonu nazywał się Universitāte Rīga. W sezonie 1997 klub zajął 6. miejsce ale przez problemy finansowe sezon 1998 rozpoczął w Pirma liga (II liga), a po zakończeniu sezonu został rozwiązany.
Dopiero w 2001 klub został reaktywowany jako RAF Jelgava i ponownie startował w rozgrywkach Pirma liga. Po zakończeniu sezonu 2003 odbyła się fuzja z innym klubem z Jelgavy - FK Viola, w wyniku czego powstał klub FK Jelgava. W 2009 klub zajął 1. miejsce i od 2010 występuje w Virslidze.
W 2021 roku klub nie uzyskał licencji na udział w Virslidze i został rozwiązany.

## Sukcesy
- Mistrzostwo Łotwy:

wicemistrz: 1992, 1994
brązowy medalista: 1993, 1995, 2014
- Puchar Łotwy:

zdobywca: 1993, 1996, 2010, 2014, 2015, 2016

## Europejskie puchary
Legenda do wszystkich tabel:
- Q – runda eliminacyjna, 1/16, 1/8, 1/4, 1/2 – odpowiednia faza rozgrywek, Grupa – runda grupowa, 1r gr – pierwsza runda grupowa, 2r gr – druga runda grupowa, F – finał, R – runda, PO – play-off
- k. – rzuty karne, los. – losowanie, Dogr. – dogrywka, w. – zasada bramek strzelonych na wyjeździe

| Sezon   | Rozgrywki                 | Runda   | Klub              | Dom | Wyjazd | Ogólnie     |
| ------- | ------------------------- | ------- | ----------------- | --- | ------ | ----------- |
| 1993/94 | Puchar Zdobywców Pucharów | Q       | HB Tórshavn       | 1–0 | 0–3    | 1–3         |
| 1995/96 | Puchar UEFA               | Q       | Afan Lido         | 0–0 | 2–1    | 2–1         |
| 1995/96 | Puchar UEFA               | 1Q      | Zimbru Kiszyniów  | 1–2 | 0–1    | 1–3         |
| 1996/97 | Puchar Zdobywców Pucharów | Q       | FC Vaduz          | 1–1 | 1–1    | 2–2, k: 2–4 |
| 1997    | Puchar Intertoto          | Grupa 7 | İstanbulspor      | 1–5 |        | 5. miejsce  |
| 1997    | Puchar Intertoto          | Grupa 7 | Vasas             |     | 0–3    | 5. miejsce  |
| 1997    | Puchar Intertoto          | Grupa 7 | Werder Brema      | 0–3 |        | 5. miejsce  |
| 1997    | Puchar Intertoto          | Grupa 7 | Östers IF         |     | 1–2    | 5. miejsce  |
| 2010/11 | Liga Europy               | 2Q      | Molde FK          | 2–1 | 0–1    | 2–2, w.     |
| 2014/15 | Liga Europy               | 1Q      | Rosenborg         | 0–2 | 0–4    | 0–6         |
| 2015/16 | Liga Europy               | 1Q      | Litex Łowecz      | 1–1 | 2–2    | 3–3, w.     |
| 2015/16 | Liga Europy               | 2Q      | Rabotniczki       | 1–0 | 0–2    | 1–2         |
| 2016/17 | Liga Europy               | 1Q      | Breiðablik        | 2–2 | 3–2    | 5–4         |
| 2016/17 | Liga Europy               | 2Q      | Slovan Bratysława | 3–0 | 0–0    | 3–0         |
| 2016/17 | Liga Europy               | 3Q      | Beitar Jerozolima | 1–1 | 0–3    | 1–4         |
| 2017/18 | Liga Europy               | 1Q      | Ferencváros       | 0–1 | 0–2    | 0–3         |

## Skład
Na 10 sierpnia, 2018.
| Nr | Poz. | Piłkarz                 |
| -- | ---- | ----------------------- |
| 1  | BR   | Jānis Krūmiņš           |
| 3  | OB   | Sigitas Olberkis        |
| 5  | OB   | Vjačeslavs Jemeļjaņenko |
| 6  | OB   | Ivo Minkevičs           |
| 7  | OB   | Valērijs Redjko         |
| 8  | PO   | Alans Siņeļņikovs       |
| 9  | PO   | Edgars Jermolajevs      |
| 10 | PO   | Rotaro Nakano           |
| 11 | NA   | Marks Kurtišs           |
| 12 | OB   | Maksims Širjajevs       |
| 14 | PO   | Maksims Rafaļskis       |

| Nr | Poz. | Piłkarz                 |
| -- | ---- | ----------------------- |
| 15 | OB   | Oskars Deaks            |
| 16 | PO   | Oskars Soroka           |
| 17 | PO   | Andrejs Kiriļins        |
| 18 | PO   | Helvijs Staļģis         |
| 19 | PO   | Andris Krušatins        |
| 20 | PO   | Mindaugas Grigaravičius |
| 21 | NA   | Vladislavs Kozlovs      |
| 23 | BR   | Emīls Emulovs           |
| 24 | BR   | Mārcis Melecis          |
| 28 | PO   | Artis Lazdiņš           |